# CAIG Wing Loong-10
Wing Loong-10 (kineski: 翼龙-10; pinyin: Yìlóng-10), poznata i kao Sjena vjetra (kineski: 风影; pinyin: Fēng yǐng) te Sjena oblaka (kineski: 云影; pinyin: Yún yǐng), serija je bespilotnih letjelica High-Altitude Long Endurance (HALE) tipa koje imaju neke karakteristike LO tehnologije. Od 2017. razvija ga Chengdu Aircraft Industry Group za misije izviđanja i preciznih napada.

## Dizajn
Prema GlobalSecurity.org, Sjena vjetra varijanta s dva motora dizajniran je za PLA[nedostaje izvor], dok je Sjena oblaka s jednim motorom orijentiran na izvoz.

### Sjena vjetra
Sjena vjetra, dizajniran i konstruiran od strane Chengdu Aircraft Corporation za potrebe Zračnih snaga Narodne oslobodilačke vojske. Debitirao je na Zhuhai Air Showu 2014. godine. Krila, trup i repni dijelovi bespilotne letjelice izrađeni su od kompozitnih materijala. Sklop gomoljastog nosa se sužava prema stražnjem dijelu na koji je postavljena lopatica za zrak preko dorsalne linije. Lopatica je okružena okomitim perajama nagnutima na vanjsku stranu. Ciljano je da radarski presjek bude što manji.
UAV se nudi u dvije varijante, borbenoj i ISR varijanti koja označava obavještajnu, nadzornu i izviđačku varijantu. Borbena inačica dolazi s nizom oružja za napad na uzemljene ciljeve, a ISR varijanta ima instrumente za pomoć oružanim snagama u misijama kao što su izviđanje, procjena bojnog polja, motrenje i praćenje.
Svaki sustav Wing Loong-10 uključuje tri bespilotne letjelice, povezane kroz jednu zemaljsku kontrolnu stanicu, i udarni teret. Zemaljska stanica prema konfiguraciji može upravljati trima bespilotnim letjelicama simultano, a korištenje dronova može se fleksibilno konfigurirati prema potrebama korisnika. U ručnom načinu rada operater šalje naredbe zrakoplovu putem podatkovne veze. U automatskom načinu rada dron će koristiti ugrađeni sustav autopilota.

## Varijante
Nebesko krilo III
Rani prototip Wing Loong-10. Taktička bespilotna letjelica velike brzine namijenjena za velike visine. Predstavljen na 47. Pariškoj međunarodnoj aerosvemirskoj izložbi 2007. godine.
Sjena vjetra
Oznaka prototipa kineske domaće vojne verzije za Wing Loong-10. Dvomotorna, turboventilatorska, bespilotna letjelica velike brzine namijenjena velikim visinama te dugog vijeka trajanja. Predstavljen 2014. godine.
Sjena oblaka
Oznaka prototipa izvozne verzije za Wing Loong-10. Jednomotorna (po izboru dvomotorna) bespilotna letjelica s turbomlaznim motorom namijenjena za velike brzine i visine, srednje izdržljivosti. Predstavljen 2016.
Wing Long-10
Verzija masovne proizvodnje za izvoz i domaću upotrebu, prvi put je debitirala 2. kolovoza 2020. godine za probni let otkrivanja tajfuna, dok je službena oznaka za kineske vojne snage još uvijek nepoznata.

## Specifikacije (Sjena oblaka)
- Posada: Nema
- Duljina: 9 m (29 ft 6 in)
- Raspon krila: 20 m (65 ft 7 in)
- Visina: 3,66 m (12 ft 0 in)
- Prazna težina: 2300 kg (5071 lb)
- Maksimalna težina pri polijetanju: 3200 kg (7055 lb)
- Pogon: 1 × WP-11C ili ZF850 turbomlazni motor, potisak od 9,8 kN (2200 lbf)[12]
- Pogon: 1 × WP-11C ili ZF850 turbomlazni motor, potisak od 9,8 kN (2200 lbf)[13]

Performanse
- Brzina krstarenja: 620 km/h (390 mph, 330 kn)
- Izdržljivost: 20 sati[12][14]
- Gornja granica leta: 15.000 m (49.000 ft)

Naoružanje
- Projektili: projektil zrak-zemlja Blue Arrow, laki krstareći projektili
- Bombe: CS/BBM3 (YL-12) GPS navođena bomba, GB-4 precizno navođena bomba[2][15]